# すわいつ郎
すわ いつ郎（すわ いつろう、1974年10月16日 - ）は、日本の俳優。鹿児島県出身。
2016〜2021年までアールジューに所属。

## 略歴・人物
- 高校卒業後上京し、いずみたくミュージカルアカデミーに入学。卒業後イッツフォーリーズに所属し、旅公演などに参加。1996年退団。
- 退団後は派遣社員やサラリーマンを経験し、2002年「幽霊と過ごした時間」で初めて小劇場の舞台に立つ（作・演出　川口清人）[2]。
- 2003年、グワィニャオンに初参加。その後劇団員となり、企画公演以外のすべての作品に出演。劇団内では制作を担当。2015年10月末に退団[3]。
- 2015年、すわいつ企画を立ち上げ、2月に「Hello Ghost」で旗揚げ公演を行う[4]。2016年まではすわいつ企画名義（もしくはすわいつ郎名義）で外部制作も行っていた。
- 2016年、アールジューへ所属。2021年12月31日退所。
- 趣味は料理と舞台鑑賞[5]。

## 出演

### 映画
- ボクはボク、クジラはクジラで、泳いでいる[6] - 佐久間小五郎 役
- 劇場版 おっさんずラブ 〜LOVE or DEAD〜（2019年8月23日） - 徐子豪 [7]役
- カイジ ファイナルゲーム（2020年1月10日） - 日村正和 役
- ミッドナイトスワン（2020年9月25日） - 風俗店店長 役

### テレビドラマ
- TV・局中法度! 第1話 新撰組 〜誠の書〜（2012年、TVK） - 薩摩藩士 役
- &美少女 NEXT GIRL meets Tokyo 第3話（2017年4月、FOD・フジテレビ） - オタク 役
- 4号警備 第2話（2017年4月15日、NHK） - コメンテーター 役
- 黒革の手帖 第2話（2017年7月27日、テレビ朝日） - サラリーマン 役
- 鑑識捜査官 亀田乃武夫の臨場ファイル（2017年8月7日、TBS） - 刑事 役
- フェイス -サイバー犯罪特捜班- 第4話（2017年、Amazonプライム・ビデオ） - IT会社社長 役
- 相棒season16 第10話 元日スペシャル（2018年1月1日、テレビ朝日） - PCショップ店員 役
- 西郷どん 第3話・第4話（2018年1月21日・28日、NHK） - 庄屋 役
- 命売ります 第6話（2018年2月17日、BSジャパン） - 先輩社員 役
- ホリデイラブ 第7話（2018年3月9日、テレビ朝日） - ネットカフェ店員 役
- 未解決の女 第7話（2018年5月31日、テレビ朝日） - おっかけ 役
- バカボンのパパよりバカなパパ　第1話・第2話・第5話（2018年7月、NHK） - スナックの客 役
- 回帰 警視庁強行犯係・樋口顕（2018年12月14日、テレビ東京） - ゲイバーのママ 役
- Das Traumschiff（2019年1月1日、第2ドイツテレビ） - サラリーマン 役
- 絶対正義 第1話（2019年2月2日、東海テレビ） - ヤクザ 役
- 頭に来てもアホとは戦うな！（2019年4月-6月、日本テレビ） - サイトー社員 役
- ストロベリーナイト・サーガ 第10話・第11話（2019年4月-6月、フジテレビ） - 組対四課刑事 役
- 人間の証 第7話（2019年7月、フジテレビ） - ポルノ映画監督 役
- チート〜詐欺師の皆さん、ご注意ください〜 第9話（2019年12月、読売テレビ） - 金持ちの男 役
- 孤独のグルメ 2019大晦日スペシャル（2019年12月、テレビ東京） - ガテンの男 役
- MIU404 第3話（2020年7月、TBS） - 田崎 役
- 少年寅次郎 スペシャル前編（2020年12月、NHK）- テキ屋 役
- 相棒season19 第15話（2021年2月、テレビ朝日） - 常連客 役
- イチケイのカラス 第1話　(2021年4月、フジテレビ) - 傍聴人 役
- ゾンビに恋は難しい 第6話(『東京03 in UNDERDOGS』) （2021年10月、BSフジ） - 占い師 役
- 星から来たあなた 第3話 （2022年2月、AmazonPrimeVideo） - カメラマン 役
- 個人差あります 第7話 (2022年9月、フジテレビ)-サラリーマン 役
- アンチヒーロー 第1話（2024年4月14日、TBS） - 居酒屋店員 役[8]
- 潜入兄妹 特殊詐欺特命捜査官 第4話（2024年10月26日、日本テレビ） - よーくん / 尾北義孝 役[9]
- 誘拐の日 第3話（2025年7月22日、テレビ朝日） - キッチンカー店主 役[10]

### テレビ番組（その他）
- 世界の日本人妻は見た！（2016年、TBS）
- 人生で大切なことは〇〇から学んだ（2016年、テレビ朝日）
- 幸せ!ボンビーガール（2016年、日本テレビ）
- 今夜はナゾトレ（2016年、フジテレビ）
- 第67回NHK紅白歌合戦（2016年、NHK） - 警備員 役
- ニンゲン観察バラエティ モニタリング（2017-2018年、TBS）
- 芸能人が本気で考えた!ドッキリさせちゃうぞGP（2017年、フジテレビ）
- フルタチさん（2017年、フジテレビ）
- 水曜日のダウンタウン（2017年、TBS）
- スッキリ（2017-2018年、日本テレビ）
- 有田哲平の夢なら醒めないで（2018年、TBS）
- 弁護士といっしょです（2018年、テレビ朝日） - 寿司屋の大将 役
- 幸せ!ボンビーガール（2018年、日本テレビ） - 売れっ子作家 役
- 坂上どうぶつ王国（2019年、フジテレビ） - 保健所職員 役
- 全力!脱力タイムズ（2019年、フジテレビ） - 科学者 役[11]
- 水バラ 0.1％の奇跡!逆転無罪ミステリー（2020年、テレビ東京）
- 直撃!シンソウ坂上（2020年、フジテレビ） - DV夫 役
- 出没!アド街ック天国 本所吾妻橋（2020年、テレビ東京）
- 人を見た目で判断するな!（2021年、フジテレビ）

### 舞台
- 七学旗「幽霊と過ごした時間」鬼山役　スタジオはるか（2002年）
- グワィニャオン「音oto小僧！」音ボケ役　SPACE107（2003年）
- ハグハグ共和国「０ －きっとそっとずっと－」かかし役　シアターモリエール（2003年）
- グワィニャオン「番外　池田屋・裏」武田観柳斎役　SPACE107（2003年）
- グワィニャオン「第五陣　戦う戦」使い番役　SPACE107（2004年）
- グワィニャオン「ニ.ン.ゲ.ン.開化論」アーネスト・サトウ役　SPACE107（2004年）
- ヤーチャイカ「カッコーの巣の上で」ビリー・ビビット役　相鉄本多劇場（2005年）
- グワィニャオン「生きてるうちが華なのよ Re-Living」金馬亭笑笑役　東京芸術劇場小ホール1（2005年）
- グワィニャオンPRESENTS 三又忠久プロデュース公演「お〜い！竜馬-青春篇-」大石団蔵役　シアターサンモール（2005年）
- グワィニャオン「Dear...私様」東京芸術劇場小ホール1（2006年）
- グワィニャオン「みどりのおばさん現る！」メガトロン役　東京芸術劇場小ホール1（2006年）
- 若手演出家コンクール2006最終選考作品「ないでこ」教授役　「劇」小劇場（2007年）
- グワィニャオン「Aくんメモ」＆「帝の音、夜に華やぐ怒り・・・」シアターモリエール（2007年）
- グワィニャオン+岩山T★Threeプロデュース公演「Oji〜ヘンテコリンなわんぱくおじさん〜」オオトカゲ役　前進座劇場（2007年）
- お台場SHOW劇場「音小増と殻少女改めIのMEMORIES」　フジテレビ1Fマルチシアター（2008年）
- グワィニャオン「黒子ノ譲志」東京芸術劇場小ホール1（2008年）
- グワィニャオン「番外　池田屋・裏」東京芸術劇場小ホール1（2009年）
- てにどう「オール・アバウト・ラブ」ザ・ポケット（2009年）
- グワィニャオン「盗聴されてるッ」萬劇場（2009年）
- グワィニャオン+岩山T★Three第2弾「闘争×ホルモンTackleBagタックルバッグ」俳優座劇場（2010年）
- てにどう「ラブリー、ラブリー！」シアター711（2011年）
- てにどう「心優しき野郎ども」シアター711（2011年）
- グワィニャオン10周年特別番外公演「池田屋・裏2012」武田観柳斎役　銀河劇場（2012年）
- RHYTHM COLLECTION×グワィニャオン共同プロジェクト公演「Aくんメモ」＆「帝の音、夜に華やぐ怒り・・・」ザ・ポケット（2012年）
- 東京カンカンブラザーズ「ピエロの涙と僕の羽根」別府さん役　テアトルBONBON（2012年）
- ハグワィベル・シアターPART1「生きてるうちが華なのよ」萬劇場（2012年）
- えにし「チチキトク」シアターKASSAI（2013年）
- グワィニャオン「マイ・セブン VOLTAGE WORLD」萬劇場（2013年）
- 東京カンカンブラザーズ「痛いほど狂おしい選択」ザ・ポケット（2013年）
- ハグワィベル・シアターPART2「Dear...私様」智史ぼっちゃま役　 BIG TREE THEATER（2014年）
- 東京カンカンブラザーズ「春がハーモニカを吹く理由」ザ・ポケット（2014年）
- グワィニャオン「女女女ニョニョニョ」&「Tポーズお願いします」萬劇場（2014年）
- 東京カンカンブラザーズ「薄い黄色のカーディガン～さらば、愛しの疑似家族～」ザ・ポケット（2014年）
- 劇団A計劃「じゃ、そういうことで」　劇場HOPE（2014年）
- すわいつ企画「Hello Ghost」鬼山役 ザ・ポケット（2015年）
- 東京カンカンブラザーズ「金色の雨/GOLD RAIN 大阪人情編」吉祥寺シアター（2015年）
- グワィニャオン「-奇譚-地獄たられば」鬼役　上野ストアハウス（2015年）
- すわいつ企画「心優しき野郎ども」那須さん役　テアトルBONBON（2016年）
- プレイユニットA→XYZ「200億の客船[12]」吉祥寺シアター（2018年）
- 劇団コマンダレブー「5人のOJISAMA」劇場MOMO（2018年）
- プレイユニットA→XYZ「200億の電波」アツコマックス役　吉祥寺シアター（2019年）
- 「富豪刑事 Balance:UNLIMITED The STAGE」清水幸宏[13]役　品川プリンスホテル クラブeX（2020年10月）
- 令和千本桜～義経と弁慶／コロッケものまねオンステージ2021 第一部 令和千本桜 義経と弁慶（2021年10月、明治座） - 喜三太 役
- 饗遊「歌姫 少年探偵解奇異聞 其ノ壱」（2021年11月、DisGOONieS） - カールハインツ役
- アーティストジャパン「夏の世の夢」（2021年12月、名古屋:名古屋市芸術創造センター、東京:芸術劇場シアターイースト）－イージアス役、スナウト役

### PV
- strawhatz - PowerUp[14]
- Power of Wind 第4話鶯谷健診センター - ANA機内映像[15]

### CM
- マウスコンピューター「社内PC入れ替え会議」篇 - 会社員 役[16]・
- 楽天トラベル「旅行って、」編 - 遊園地スタッフ 役
- 日清 カレーメシ「混ぜるとおいしい(30秒)篇」